# Тврда кромпирача
  је отровна гљива породице Sclerodermataceae. Плодно тело је гомољасто до округло, понекад са нечим што би личило на какву основу, пречника 2-5 цм, тврдо. Површина је баршунаста, глатка, неизбраздана боје прљавобеле до сивкасте. Омотач је танак, дебео тек 1-1,5 мм. Месо гљиве црно, може бити и мраморно прошарано.

## Станиште
Станиште гљиве јесу букове шуме, у касно лето као и јесен. 

## Употреба
Гљива је нејестива, вероватно и отровна. Замена је могућа са другим кромпирачама, али и јестивим пухарама, мада на пресеку и бојом меса разлика постаје веома очигледна.
- Сликано у Нишу
- Сликано у Нишу